# Loudetiopsis scaettae
Loudetiopsis scaettae là một loài thực vật có hoa trong họ Hòa thảo. Loài này được (A.Camus) Clayton mô tả khoa học đầu tiên năm 1967.